# Abshoven
Abshoven (Limburgs: Abshaove) is een buurtschap ten zuiden van Munstergeleen in de gemeente Sittard-Geleen in de Nederlandse provincie Limburg. De buurtschap telt ongeveer veertig huizen en is gelegen aan de weg Abshoven en de Beekstraat. Het gehucht wordt gedomineerd door de restanten van het Klooster Abshoven.

## Galerij

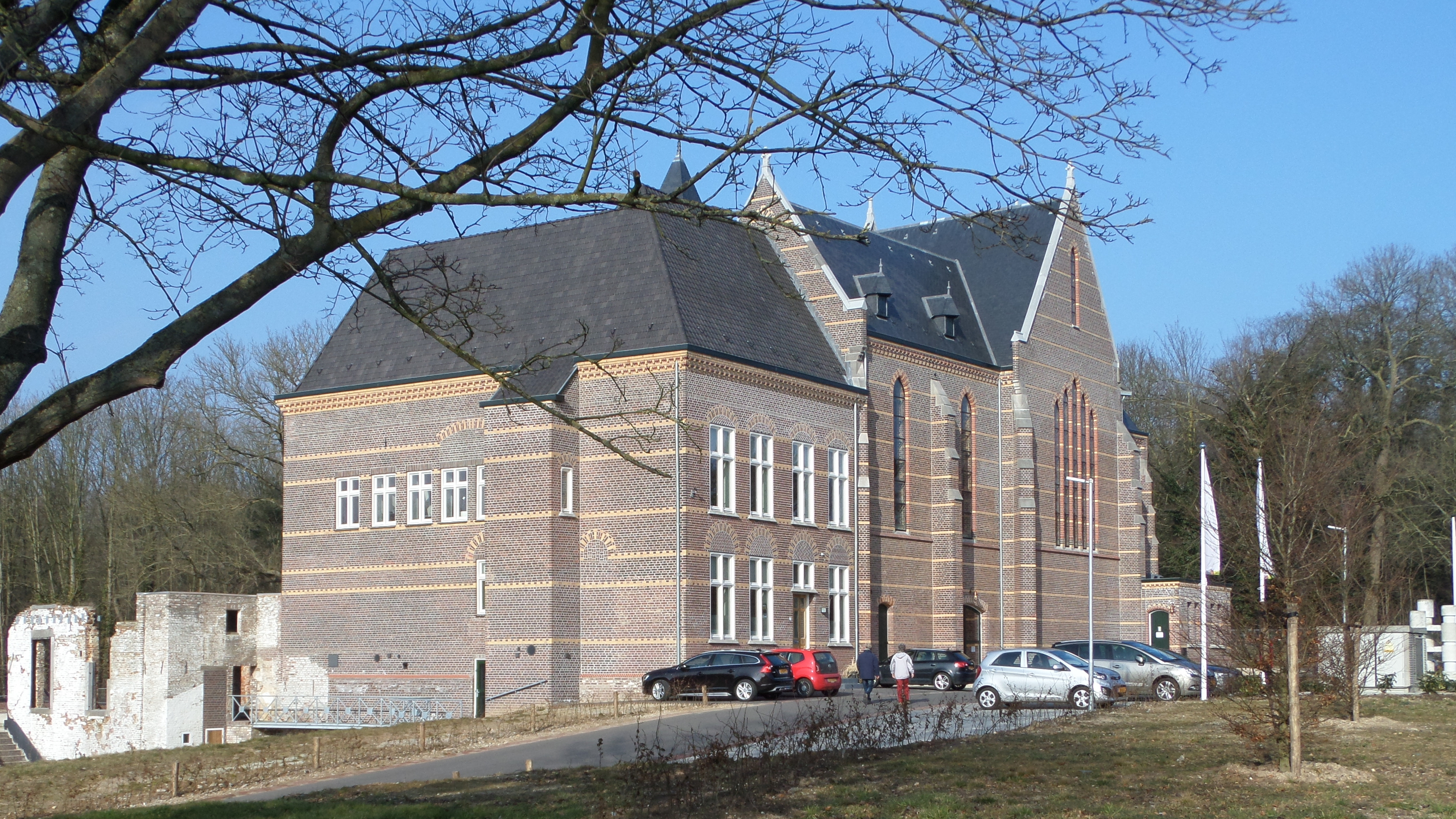
Klooster Abshoven

Steden: Geleen · Sittard

Dorpen: Born · Buchten · Einighausen · Grevenbicht · Guttecoven · Holtum · Limbricht · Munstergeleen · Obbicht · Papenhoven

Buurtschappen en gehuchten: Abshoven · Daniken · Graetheide · Harrecoven · Rosengarten · Schipperskerk · Windraak

Woonwijken: Baandert · Broeksittard · Geleen-Centrum · Geleen-Noord · Geleen-Zuid · Hondsbroek · Kemperkoul · Kluis · Kollenberg-Park Leyenbroek · Limbrichterveld · Lindenheuvel · Oud-Geleen · Overhoven · Sanderbout · Sittard-Centrum · Stadbroek · Vrangendael

Limburg: Steden en dorpen      Nederland: Provincies · Gemeenten